# Curia (Anadia)
Curia ist ein portugiesischer Ort der Gemeinde Tamengos im Kreis Anadia. Der Ort ist als Thermalbad bekannt.

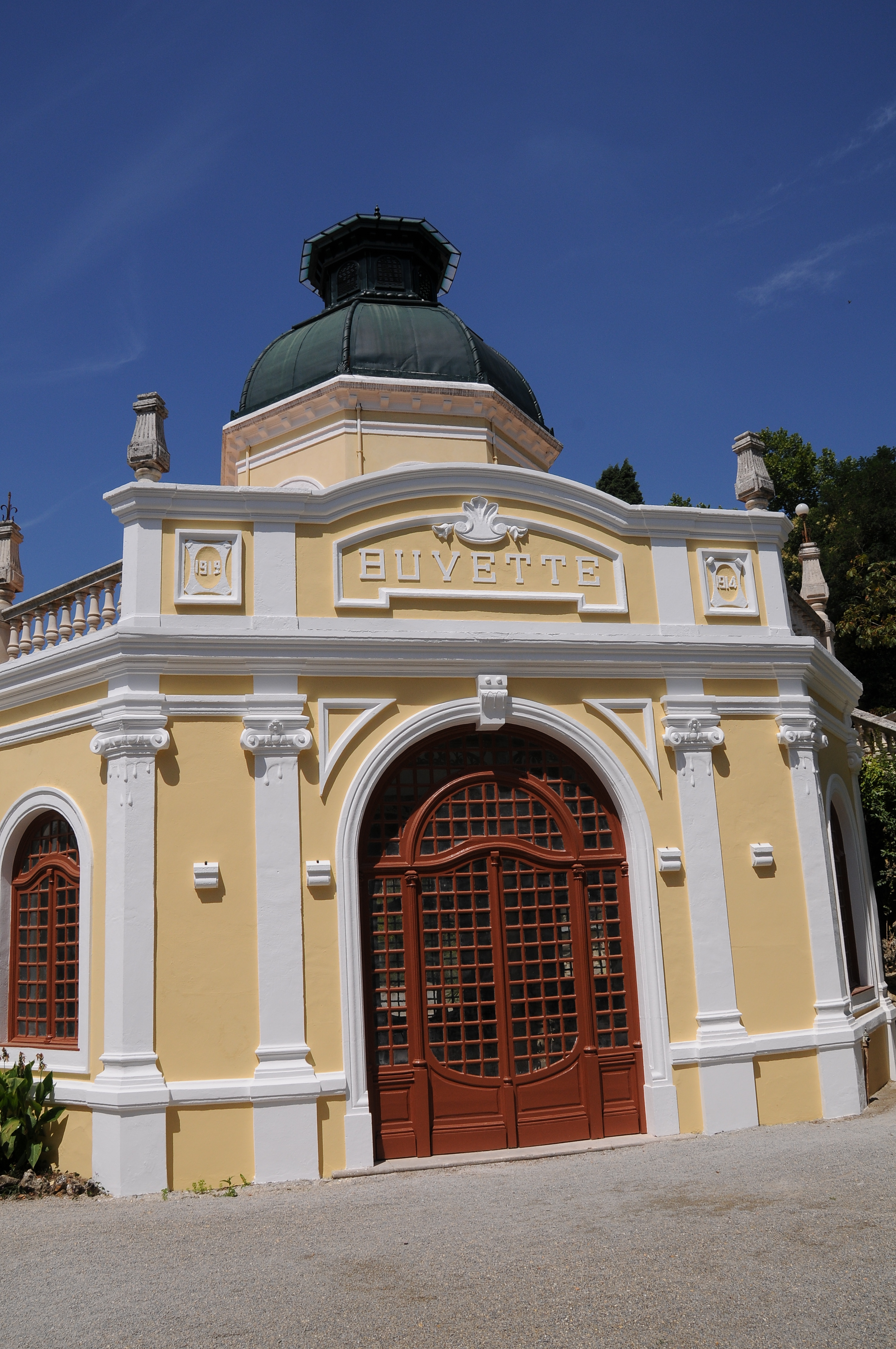
Wasserhaus des Thermalbades Curia

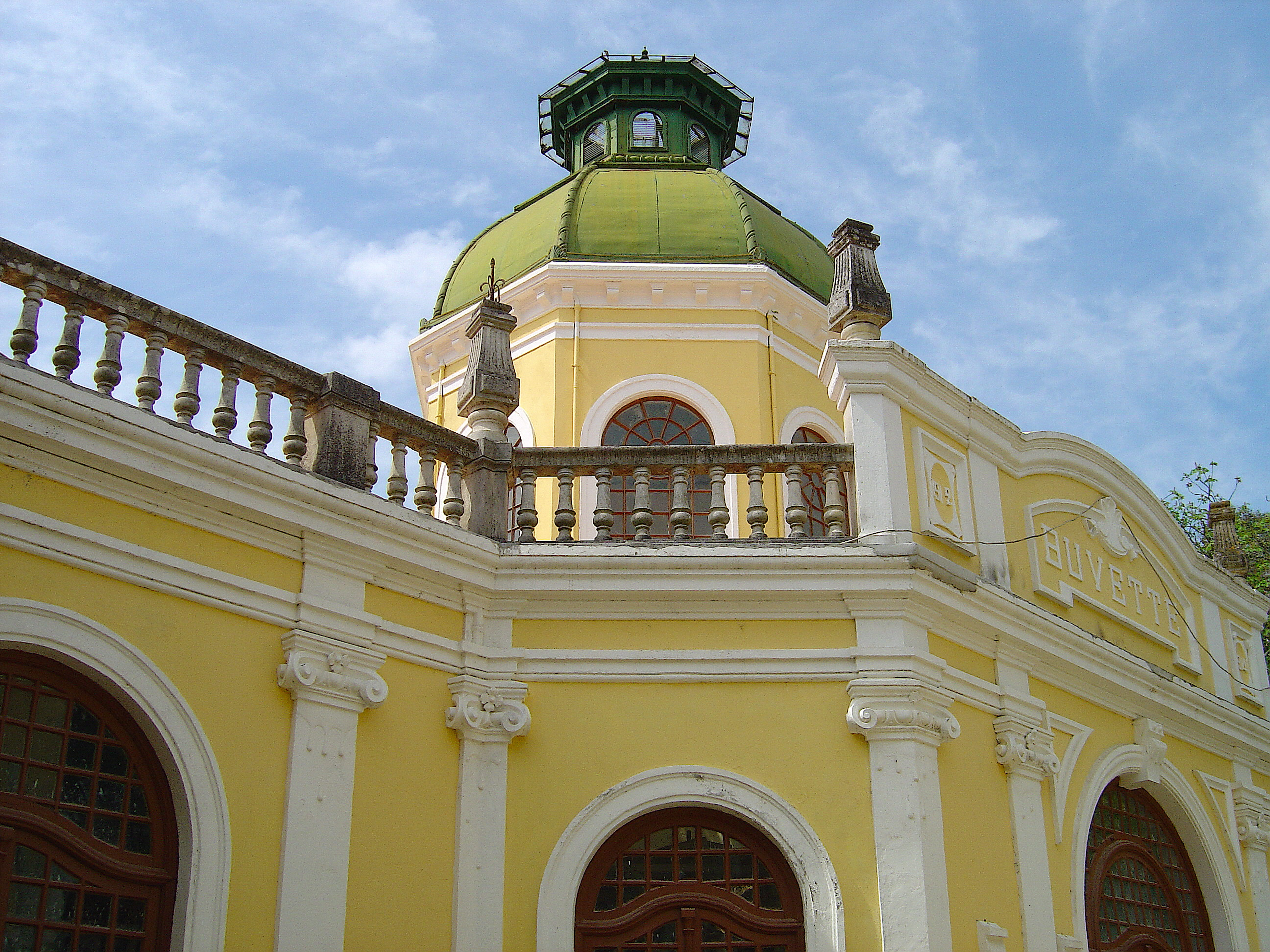
Teilansicht des Kur- und Wasserhauses

## Geografie
Curia liegt etwa 20 km nördlich von Coimbra, und etwa 3 km südöstlich der Kreisstadt Anadia.

## Geschichte
Der französische Ingenieur Chapelle, der sich im Zusammenhang der von ihm mitbetreuten Arbeiten an der Eisenbahnlinie der Linha do Norte bei Curia aufhielt, kurierte ein Beinleiden auf Rat der lokalen Bevölkerung in dortigen Heilquellen im Jahr 1863. Es war bereits ein Kurbetrieb entstanden, als 1897 erstmals die Wasserqualität durch Luiz Navega, einem Medizinstudenten von Charles Lepierre, wissenschaftlich untersucht wurde. 1900 wurden die ersten Bäderhallen errichtet, und es entstanden bis in die 1930er Jahre neue Hotels und Bäder. 1993 wurde das letzte Badehaus neu gebaut. Die zwischenzeitlich eingetretene wirtschaftliche Schieflage wurde durch Unterstützung der Kreisverwaltung und der Neuorientierung auf neuen Gesundheitstourismus weitgehend überwunden.

## Kultur, Sport und Sehenswürdigkeiten
Der ruhige, mit zahlreichen Bäumen und Parkanlagen sehr grüne Kurort ist heute zunehmend auch als touristisches Ziel für Wellness-Urlauber bekannt.
Der von José Ângelo Cottinelli Telmo entworfene, mit Azulejos verzierte Bahnhof von Curia steht unter Denkmalschutz, ebenso das 1922 errichtete Curia Palace Hotel, das Grande Hotel da Curia, und die Einrichtungen des Thermalbades Termas da Curia. Letztere beherbergen, neben dem Teehaus und dem 14 ha großen Kurpark, ein weiteres Hotel.
An Sportanlagen sind Tennisanlagen und ein 2004 angelegter Golfplatz zu nennen. Thematische Wanderwege führen durch die Region. So liegt Curia auch am Wein-Wanderweg Rota dos Vinhos Bairrada.

## Verkehr
Curia liegt an der Eisenbahnlinie Linha do Norte. Die Nationalstraße N1 führt am Ort vorbei, und die nächste Autobahnabfahrt ist die etwa 10 km entfernte Anschlussstelle Nr. 14 (Mealhada) der Autobahn A1.